# Valeur vénale
La valeur vénale est le montant qui pourrait être obtenu, à la date de clôture, de la vente d'un actif lors d'une transaction conclue à des conditions normales de marché, nette des coûts de sortie. Les coûts de sortie sont les coûts directement attribuables à la sortie d'un actif, à l'exclusion des charges financières et de la charge d'impôt sur le résultat. 

## Enjeux de la valeur vénale
À leur date d'entrée dans le patrimoine de l'entreprise les biens acquis à titre gratuit sont enregistrés comptablement à leur valeur vénale. La valeur vénale d'un bien acquis à titre gratuit correspond au prix qui aurait été acquitté dans des conditions normales de marché.